# RAF Travellers Hill
RAF Travellers Hill, à l'origine connu sous le nom de Travellers Hill Camp, est un petit village militaire des forces armées britanniques, situé près de Two Boats sur l'île de l'Ascension, un territoire britannique d'outre-mer. Il a été construit après la guerre des Malouines pour abriter le personnel de la Royal Air Force (RAF) travaillant sur l'île de l'Ascension de la RAF. Il a ouvert ses portes en décembre 1983,,. En plus des logements résidentiels, RAF Travellers Hill abrite également un complexe de clubs NAAFI (en) (composé d'un magasin d'alimentation générale, d'un bar sous licence et d'un restaurant de « petits pains collants »), d'un cinéma et d'une piscine extérieure (l'une des deux seules de l'île).